# Lista de canções número um na Top 10 Pop Nacional em 2022 (Brasil)
Esta é uma lista de canções que atingiram o número um da tabela musical Top 10 Pop Nacional em 2022. A lista é publicada semanalmente pela empresa Crowley Broadcast Analysis, que recolhe os dados e divulga as dez faixas nacionais do gênero pop mais executadas nas estações de rádios do país. As músicas são avaliadas através da grade da companhia supracitada, que compreende mais de 70 cidades brasileiras. Nenhum dos singles que alcançaram o topo da tabela apareceram entre as canções mais executadas do ano.

## Histórico

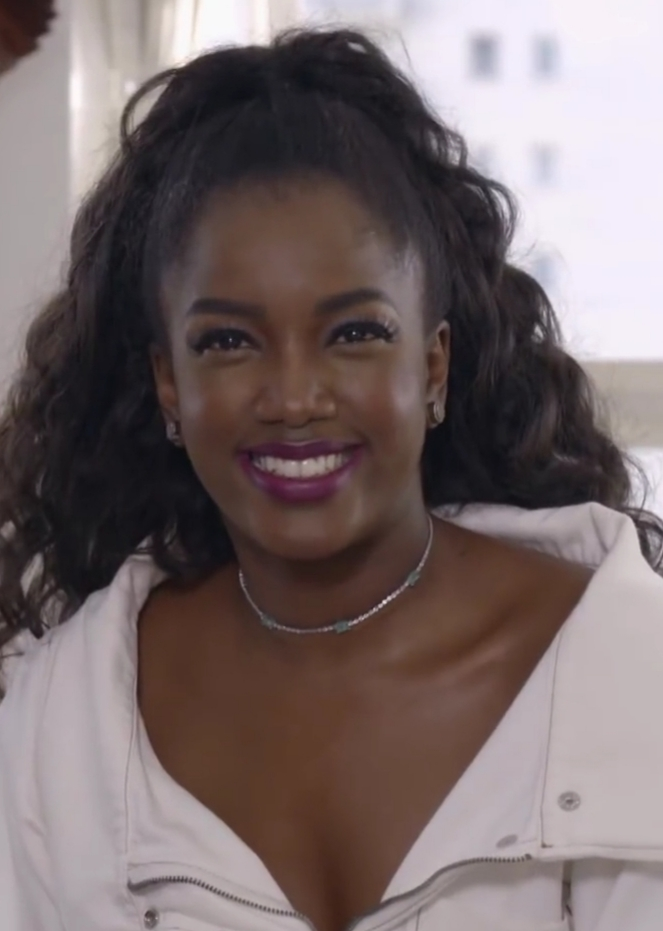
"Mó Paz", de Iza (imagem) com participação de Evandro, foi o single com mais semanas em primeiro lugar na tabela.

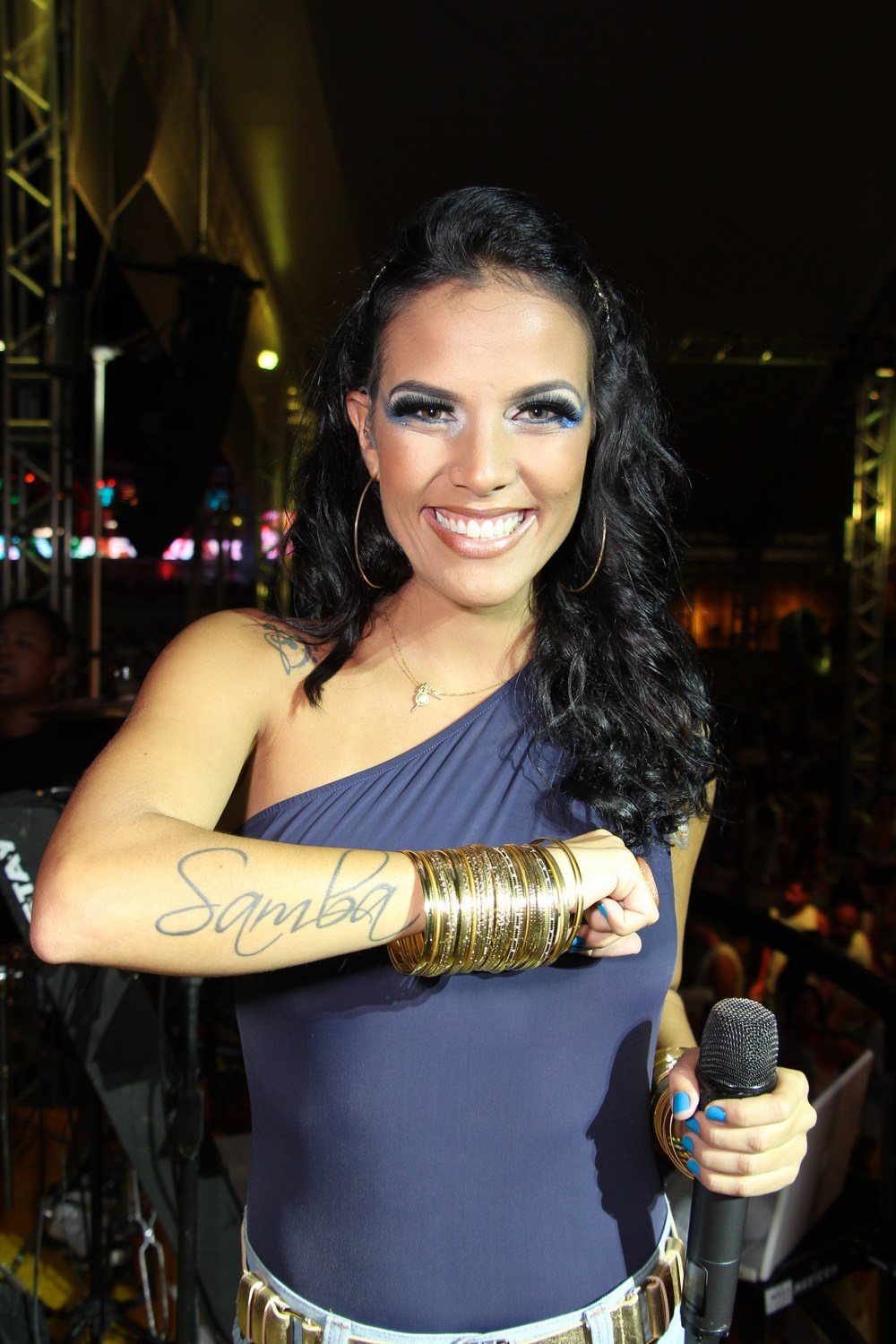
Ju Moraes (imagem) teve três singles no topo da tabela: "Essa Minha Canção", "É a Sua Fé" e "Ai, Vou Dizer".

| Semana de       | Canção              | Artista(s)        |
| --------------- | ------------------- | ----------------- |
| 7 de janeiro    | "Essa Minha Canção" | Ju Moraes         |
| 14 de janeiro   | "Essa Minha Canção" | Ju Moraes         |
| 21 de janeiro   | "Essa Minha Canção" | Ju Moraes         |
| 28 de janeiro   | "Essa Minha Canção" | Ju Moraes         |
| 4 de fevereiro  | "Sem Filtro"        | Iza               |
| 11 de fevereiro | "Sem Filtro"        | Iza               |
| 18 de fevereiro | "Sem Filtro"        | Iza               |
| 25 de fevereiro | "Sem Filtro"        | Iza               |
| 4 de março      | "Sem Filtro"        | Iza               |
| 11 de março     | "Sem Filtro"        | Iza               |
| 18 de março     | "Sem Filtro"        | Iza               |
| 25 de março     | "Pássaros"          | Projota e Lourena |
| 1 de abril      | "Meu Amor"          | Alok ft. Ixã      |
| 8 de abril      | "É a Sua Fé"        | Ju Moraes         |
| 15 de abril     | "É a Sua Fé"        | Ju Moraes         |
| 22 de abril     | "É a Sua Fé"        | Ju Moraes         |
| 29 de abril     | "É a Sua Fé"        | Ju Moraes         |
| 6 de maio       | "É a Sua Fé"        | Ju Moraes         |
| 13 de maio      | "É a Sua Fé"        | Ju Moraes         |
| 20 de maio      | "É a Sua Fé"        | Ju Moraes         |
| 27 de maio      | "Acorda Pedrinho"   | Jovem Dionisio    |
| 3 de junho      | "Acorda Pedrinho"   | Jovem Dionisio    |
| 10 de junho     | "Acorda Pedrinho"   | Jovem Dionisio    |
| 17 de junho     | "Acorda Pedrinho"   | Jovem Dionisio    |
| 24 de junho     | "Acorda Pedrinho"   | Jovem Dionisio    |
| 1 de julho      | "Acorda Pedrinho"   | Jovem Dionisio    |
| 8 de julho      | "Acorda Pedrinho"   | Jovem Dionisio    |
| 15 de julho     | "Acorda Pedrinho"   | Jovem Dionisio    |
| 22 de julho     | "Acorda Pedrinho"   | Jovem Dionisio    |
| 29 de julho     | "Acorda Pedrinho"   | Jovem Dionisio    |
| 5 de agosto     | "Acorda Pedrinho"   | Jovem Dionisio    |
| 12 de agosto    | "Aí Vou Dizer"      | Ju Moraes         |
| 19 de agosto    | "Aí Vou Dizer"      | Ju Moraes         |
| 26 de agosto    | "Aí Vou Dizer"      | Ju Moraes         |
| 2 de setembro   | "Aí Vou Dizer"      | Ju Moraes         |
| 9 de setembro   | "Aí Vou Dizer"      | Ju Moraes         |
| 16 de setembro  | "Mó Paz"            | Iza ft. Ivandro   |
| 23 de setembro  | "Mó Paz"            | Iza ft. Ivandro   |
| 30 de setembro  | "Mó Paz"            | Iza ft. Ivandro   |
| 7 de outubro    | "Mó Paz"            | Iza ft. Ivandro   |
| 14 de outubro   | "Mó Paz"            | Iza ft. Ivandro   |
| 21 de outubro   | "Mó Paz"            | Iza ft. Ivandro   |
| 28 de outubro   | "Mó Paz"            | Iza ft. Ivandro   |
| 4 de novembro   | "Mó Paz"            | Iza ft. Ivandro   |
| 11 de novembro  | "Mó Paz"            | Iza ft. Ivandro   |
| 18 de novembro  | "Mó Paz"            | Iza ft. Ivandro   |
| 25 de novembro  | "Mó Paz"            | Iza ft. Ivandro   |
| 2 de dezembro   | "Mó Paz"            | Iza ft. Ivandro   |
| 9 de dezembro   | "Mó Paz"            | Iza ft. Ivandro   |
| 16 de dezembro  | "Mó Paz"            | Iza ft. Ivandro   |
| 23 de dezembro  | "Mó Paz"            | Iza ft. Ivandro   |